# Alfredo Piedra Gutiérrez
Alfredo Piedra Gutiérrez (San José; 28 de julio de 1953) es un exfutbolista costarricense que jugó de delantero. Es hijo del destacado entrenador Alfredo Piedra.

## Selección nacional
Jugó cinco partidos con Costa Rica, haciendo su debut en la Copa Ciudad de México 1975.

### Participaciones en clasificatorias
| Clasif.              | Sede   | Resultado | Part. | Goles |
| -------------------- | ------ | --------- | ----- | ----- |
| Clasif. Mundial 1978 | Varias | Eliminado | 3     | 0     |

## Clubes
| Club               | País       | Año       |
| ------------------ | ---------- | --------- |
| Alajuelense        | Costa Rica | 1971-1975 |
| Cartaginés         | Costa Rica | 1975-1978 |
| Saprissa           | Costa Rica | 1978-1980 |
| Cartaginés         | Costa Rica | 1980-1981 |
| Municipal San José | Costa Rica | 1981-1982 |
| Universidad        | Costa Rica | 1982-1983 |

## Palmarés

### Títulos nacionales
| Título           | Equipo      | País       | Año  |
| ---------------- | ----------- | ---------- | ---- |
| Primera División | Alajuelense | Costa Rica | 1971 |
| Torneo de Copa   | Alajuelense | Costa Rica | 1974 |

### Distinciones individuales
| Distinción                                       | Año  |
| ------------------------------------------------ | ---- |
| Máximo goleador del Torneo de Copa de Costa Rica | 1974 |